# Kościoły greckokatolickie

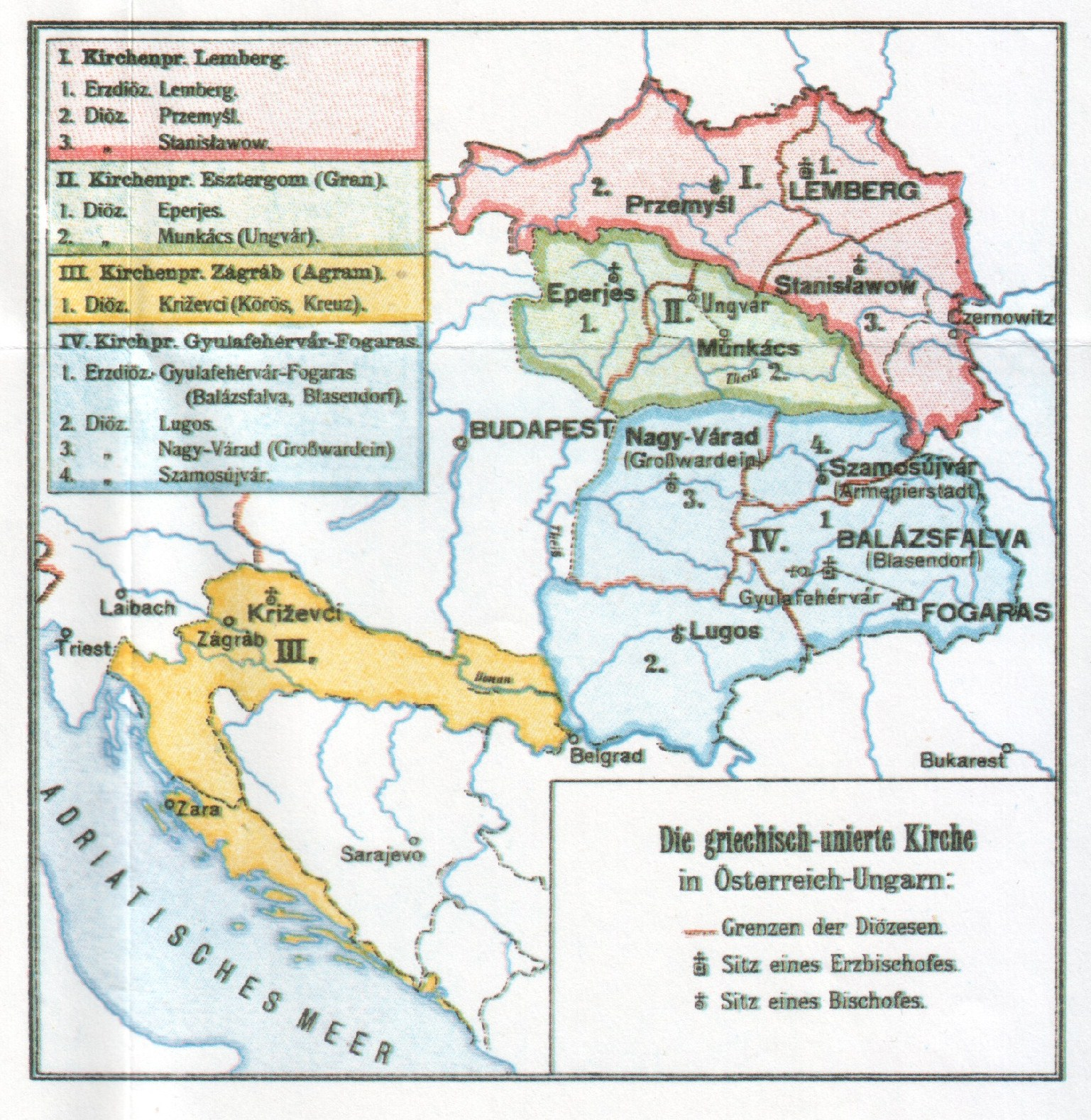
Podział administracyjny Kościoła greckokatolickiego w Austro-Węgrzech (1909): I. metropolia lwowska (na różowo): 1. archidiecezja lwowska, 2. diecezja przemyska, 3. diecezja stanisławowska; II. metropolia ostrzyhomska (na zielono): 1. diecezja preszowska, 2. diecezja mukaczewska (użhorodzka); III. metropolia zagrzebska (na żółto): 1. diecezja Križevci; IV. metropolia Fogaraszu i Alba Iulia (na niebiesko): 1. archidiecezja Blaju, 2. diecezja Lugoju, 3. diecezja Oradea Mare, 4. diecezja Szamos-Ujvár. Obecnie poszczególne diecezje znajdują się w jurysdykcji różnych Kościołów sui iuris.

Kościoły greckokatolickie – zbiorcza nazwa Kościołów (Cerkwi) katolickich wschodniej tradycji bizantyńskiej, a określenie „greckokatolicki” pozwala odróżnić je od innych tradycji katolickich – przede wszystkim od rytu „łacińskiego”. Kościoły greckokatolickie należą do Katolickich Kościołów wschodnich, będąc jednocześnie częścią Kościoła katolickiego.

## Historia
Kościoły greckokatolickie powstawały z reguły w drodze unii części Cerkwi prawosławnej z Kościołem katolickim, jednak nie wszystkie – Kościół katolicki obrządku bizantyjsko-włoskiego nie musiał zawierać unii, gdyż nigdy nie zerwał kościelnej jedności z Rzymem (podobnie jak Kościół maronicki). Tak więc Kościołów greckokatolickich nie należy utożsamiać z Kościołami unickimi, ani tym bardziej ze wszystkimi Katolickimi Kościołami wschodnimi.
Wspólny dla Kościołów greckokatolickich jest obrządek bizantyjski, który jednakże istnieje w bardzo wielu odmianach, nawet w obrębie danego Kościoła, i sprawowany jest w różnych językach liturgicznych. Wspólna jest tradycja tych Kościołów, w zasadzie tożsama z tradycją Cerkwi prawosławnej, w pełni jednak zgodna z nauką Kościoła łacińskiego.

## Podział
Najliczebniejszym z Kościołów greckokatolickich na świecie jest Kościół katolicki obrządku bizantyjsko-ukraińskiego (Kościół sui iuris, arcybiskupi więksi, ponad 6 mln wiernych), wywodzący się z tzw. Kościoła unickiego znanego obecnie w Polsce jako Kościół greckokatolicki. Oprócz niego działają:
- Grecki Kościół katolicki
- Kościół katolicki obrządku bizantyjsko-albańskiego
- Kościół katolicki obrządku bizantyjsko-białoruskiego
- Bułgarski Kościół katolicki
- Chorwacki Kościół greckokatolicki
- Macedoński Kościół Greckokatolicki
- Kościół katolicki obrządku bizantyjsko-węgierskiego
- Kościół katolicki obrządku bizantyjsko-włoskiego
- Kościół Rumuński Zjednoczony z Rzymem
- Kościół katolicki obrządku bizantyjsko-rosyjskiego
- Kościół katolicki obrządku bizantyjsko-słowiańskiego
- Kościół katolicki obrządku bizantyjsko-rusińskiego
- Kościół katolicki obrządku bizantyjsko-słowackiego
- Kościół katolicki obrządku bizantyjsko-ukraińskiego (w jego ramach Kościół Greckokatolicki w Polsce)
- Egzarchat apostolski Republiki Czeskiej.